# Pasporta Servo

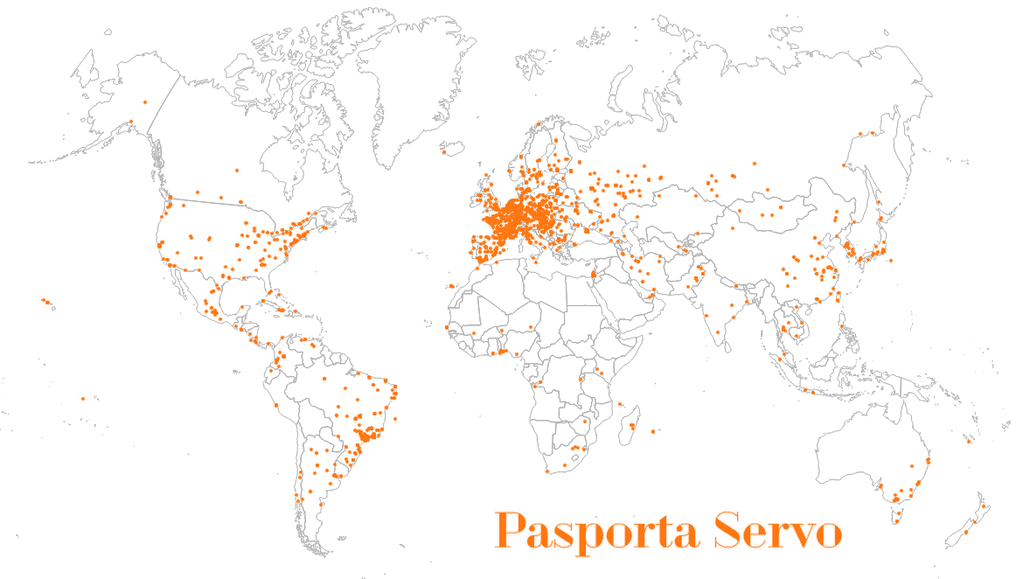
Harta adreselor disponibile pentru serviciul Pasporta Servo 2015.

Pasporta Servo (în română Serviciul de Pașapoarte) este o broșură publicată anual, unde apare lista esperantiștilor care sunt dispuși să găzduiască alți esperantiști. El este menit să faciliteze călătoriile, oferindu-le posibilitatea să-și petreacă nopțile fără plată. Ediția din 2005 conține circa 1200 adrese din mai mult de 80 de țări.